# Zhang Zhong
Zhang Zhong (en xinès simplificat: 章钟, en xinès tradicional: 章鍾 en pinyin: Zhāng Zhōng; nascut el 5 de setembre de 1978 a Chongqing) és un jugador d'escacs xinès que té el títol de Gran Mestre des de 1998, quan va esdevenir el 9è Gran Mestre de la Xina, i que ha jugat també representant Singapur.
A la llista d'Elo de la FIDE del juny de 2020, hi tenia un Elo de 2640 punts, cosa que en feia el jugador número 10 (en actiu) de la Xina. El seu màxim Elo va ser de 2667 punts, a la llista de juliol de 2001 (posició 30 al rànquing mundial).

## Resultats destacats en competició
Entre els resultats més notables de Zhang hi ha la medalla d'argent al campionat del món juvenil a les edicions de 1996 (el campió fou Emil Sutovsky) i 1998 (el campió fou Darmén Sadvakàssov). El 2001 va guanyar el campionat de la Xina. El 2002 participà amb l'equip de la Xina a l'olimpíada de 2002 a Bled, on hi puntuà 8.5/12. Va prendre part al Campionat del món de la FIDE de 2002, però fou eliminat en tercera ronda per Vesselín Topàlov.
El 2003 fou primer amb 11/13 al torneig Corus B de Wijk aan Zee, tres punts per davant del seu rival més proper. Aquest resultat li va permetre de classificar-se pel torneig principal de Wijk aan Zee de 2004, on hi va puntuar 5/13 (el campió fou Viswanathan Anand). El 2005 va guanyar el campionat de l'Àsia, cosa que el va classificar per la Copa del Món de 2005, a Khanti-Mansisk, un torneig classificatori per al cicle del Campionat del món de 2007, on tingué una bona actuació, guanyà Mikhaïl Kobalia en primera ronda, i fou eliminat en segona ronda per Ivan Sokolov.
El 2008, va guanyar el Circuit d'Escacs ASEAN a Tarakan, i l'agost del mateix any va ser segon al cinquè obert IGB Dato' Arthur Tan de Malàisia a Kuala Lumpur amb 9/11, per darrere de Li Chao.